# Отворено првенство Брисела
Отворено првенство Брисела, незванично познат као Open de Bruxelles, тениски је турнир за жене који се одржава у Бриселу, у Белгији. Сматра се загријевањем за други гренд слем у сезони, Ролан Гарос. Турнир се игра од 2011, на црвеној шљаци.

## Поени и новчана награда[1]
| Пласман       | Поени | Новчана награда |
| ------------- | ----- | --------------- |
| Побједа       | 470   | 107.000 $       |
| Финале        | 320   | 57.000 $        |
| Полуфинале    | 200   | 30.500 $        |
| Четвртфинале  | 120   | 16.375 $        |
| Осмина финала | 60    | 8.800 $         |
| Прво коло     | 1     | 4.800 $         |

| Пласман      | Поени | Новчана награда |
| ------------ | ----- | --------------- |
| Побједа      | 470   | 33.000 $        |
| Финале       | 320   | 17.600 $        |
| Полуфинале   | 200   | 9.600 $         |
| Четвртфинале | 120   | 4.900$          |
| Прво коло    | 1     | 2.650 $         |

## Протекла финала

### Појединачно
| Година | Побједница        | Финалисткиња | Резултат у финалу |
| ------ | ----------------- | ------------ | ----------------- |
| 2011   | Каролина Возњацки | Пенг Шуеј    | 2–6, 6–3, 6–3     |

### Парови
| Година | Побједнице                           | Финалисткиње                  | Резултат у финалу |
| ------ | ------------------------------------ | ----------------------------- | ----------------- |
| 2011   | Андреа Хлавачкова Галина Воскобојева | Клаудија Јанс Алисја Росолска | 3–6, 6–0, [10–5]  |